# US F1 Type 1
US F1 Type 1 – samochód Formuły 1 zaprojektowany przez Kena Andersona zbudowany przez US F1 Team, który miał być używany w sezonie 2010. Nigdy nie wziął udziału w wyścigu.

## Historia
Zespół US F1 Team w 2009 roku wraz z Campos Meta Team oraz Manor Grand Prix został zgłoszony do udziału w sezonie 2010 Formuły 1. Bolid został zaprojektowany przez Kena Andersona. Zespół planował, że ich US F1 Type 1 zostanie zbudowany do jesieni i będzie gotowy do pierwszej jazdy podczas zimowych testów przed następnym sezonem, które odbędą się po zniesieniu zakazu – w styczniu 2010 roku. Bolid miał używać silnika Cosworth CA2010 oraz zostać zaprojektowany za pomocą technologii CFD, a gotowy bolid miał być przetestowany w tunelu aerodynamicznym. FIA zgodziła się na ustępstwa, i pozwoliła zespołowi, by pierwsze testy bolidu odbył na torze Barber Motorsport Park w Alabamie w Stanach Zjednoczonych, a nie w Europie. Bolid miał być pomalowany na kolor niebieski, taki, na jaki w latach 60. XX wieku malowano amerykańskie bolidy. 26 stycznia 2010 zespół podpisał umowę na starty w sezonie 2010 z Argentyńczykiem José Maríą Lópezem. Argentyński kierowca, jego rodzina i Argentyński Związek Motorowy za starty Lopeza w zespole zapłacili 830 tysięcy dolarów. W lutym, z powodu problemów finansowych zespół był zmuszony odłożyć testy zderzeniowe bolidu. Kilka dni później team poprosił FIA o możliwość opuszczenia czterech pierwszych wyścigów. 2 marca 2010 ogłoszono, że debiut zostanie opóźniony do 2011 roku, a prace nad bolidem zostały zawieszone. 10 czerwca 2010 odbyła się aukcja podczas której zlicytowano aktywa zespołu, w tym m.in. niedokończony bolid uzyskując w sumie 1 400 000 dolarów.